# Help! (album)
Help! is een album van The Beatles. Het album is vooral bekend vanwege de nummers Help! en Yesterday. Naast de LP is er ook een film van de Beatles die Help! heet en waarin de eerste zeven nummers (kant 1) ook te horen zijn.
Op het album staan twee covers, "Act Naturally" en "Dizzy Miss Lizzy". De andere nummers zijn allemaal geschreven door Lennon-McCartney of George Harrison. Op alle volgende albums tot aan Let It Be zouden uitsluitend originele nummers staan; pas op Let It Be stond weer een cover ("Maggie Mae").

## Shell-editie
Van de LP Help! verscheen in 1979 een speciale editie om de medewerkers van Shell te bedanken voor de inzet bij de actie "Shell helpt", in het bijzonder de medewerkers van de afdelingen marketing en supply. Er zijn voor het personeel pakweg 2000 platen geperst. Alleen de hoes wijkt af van het origineel, de Beatles staan afgebeeld voor een groot Shell-logo.

## Tracks
- Alle nummers zijn geschreven door Paul McCartney en John Lennon, tenzij anders aangegeven.

1. "Help!"
2. "The Night Before"
3. "You've Got to Hide Your Love Away"
4. "I Need You" (Harrison)
5. "Another Girl"
6. "You're Going to Lose That Girl"
7. "Ticket to Ride"
8. "Act Naturally" (Morrison/Russell)
9. "It's Only Love"
10. "You Like Me Too Much" (Harrison)
11. "Tell Me What You See"
12. "I've Just Seen a Face"
13. "Yesterday"
14. "Dizzy Miss Lizzy" (Williams)

## Hitnotering
| "Help!" in de Nederlandse Album Top 100 - binnen: 19-09-2009 | "Help!" in de Nederlandse Album Top 100 - binnen: 19-09-2009 | "Help!" in de Nederlandse Album Top 100 - binnen: 19-09-2009 |
| Week                                                         | 01                                                           |                                                              |
| ------------------------------------------------------------ | ------------------------------------------------------------ | ------------------------------------------------------------ |
| Nummer                                                       | 64                                                           | uit                                                          |